# Cléry-sur-Somme
Cléry-sur-Somme is een gemeente in het Franse departement Somme (regio Hauts-de-France) en telt 526 inwoners (2004). De plaats maakt deel uit van het arrondissement Péronne.

## Geografie
De oppervlakte van Cléry-sur-Somme bedraagt 18,8 km², de bevolkingsdichtheid is 28,0 inwoners per km².
De onderstaande kaart toont de ligging van Cléry-sur-Somme met de belangrijkste infrastructuur en aangrenzende gemeenten.

## Demografie
Onderstaande figuur toont het verloop van het inwonertal (bron: INSEE-tellingen).